# Beniamino Segre
Beniamino Segre (Torino, 16 febbraio 1903 – Frascati, 22 ottobre 1977) è stato un matematico italiano, noto soprattutto per i suoi risultati in geometria algebrica e in geometria finita.

## Biografia
Studiò all'Università di Torino dove ebbe come docenti Giuseppe Peano, Gino Fano, Guido Fubini e Corrado Segre (suo lontano parente) e dove si laureò nel 1923 con una tesi di geometria preparata sotto la supervisione di Corrado Segre. A Torino rimase come assistente di meccanica e poi di Geometria, nonché incaricato di analisi; fino al 1926; studiò poi per un anno a Parigi con Élie Joseph Cartan e successivamente divenne assistente di Francesco Severi a Roma.
Dopo aver prodotto una quarantina di pubblicazioni riguardanti geometria algebrica, geometria differenziale, topologia ed equazioni differenziali, nel 1931 ottenne una cattedra all'Università di Bologna. Nel 1938, in seguito alle leggi razziali, essendo di famiglia ebrea, dovette lasciare l'insegnamento e scelse di trasferirsi con la famiglia in Inghilterra. Qui nel 1940 fu internato in quanto originario di un paese nemico, ma poté anche insegnare alle università di Londra, Cambridge e a Manchester, dal 1942 con Louis Mordell. Nel 1946 poté tornare all'Università di Bologna e nel 1950 venne chiamato sulla cattedra di geometria dell'Università di Roma che era stata di Luigi Cremona, Guido Castelnuovo, Federigo Enriques e Francesco Severi.
Qui fino alla fine dei suoi giorni poté svolgere un'intensa attività di ricerca, di insegnamento e di organizzazione delle attività scientifiche e culturali, operando nell'ambito dell'Unione Matematica Italiana, della International Mathematical Union, dell'Istituto Nazionale di Alta Matematica, della Società di Logica e Filosofia della Scienza, dell'Accademia dei XL. 
Presso l'Accademia Nazionale dei Lincei, nel 1971, fondò il "Centro Linceo Interdisciplinare di Scienze Matematiche e loro Applicazioni", che dal 1986 è dedicato al suo nome (Centro Linceo Interdisciplinare "Beniamino Segre"). Fu Presidente dell'Accademia nazionale dei Lincei dal 1968 al 1973 e dal 1976 al giorno della sua scomparsa nel 1977.
Attento ai problemi del suo tempo, seppe intervenire energicamente in sostegno alle libertà altrui, come nei casi del matematico russo Igor Rostislavovič Šafarevič e del matematico uruguagio José Luis Massera.
La produzione scientifica di Beniamino Segre è molto vasta e tutta di alto livello. Egli si definiva cultore della "geometria algebrica nell'indirizzo italiano" e sono più di 300 i suoi lavori sulla geometria e sui settori limitrofi. La vastità dei suoi interessi gli consentì di produrre risultati in molti altri campi e può considerarsi come uno degli ultimi matematici enciclopedici. A lui si deve anche una quindicina di trattati e monografie e un centinaio di articoli di carattere storico, biografico, didattico e divulgativo. Dopo il 1955 egli si concentrò sulle geometrie finite e su questioni che ora sono considerate far parte della combinatoria.
Tra coloro i quali a lui debbono la loro formazione matematica, menzioniamo i suoi assistenti Giuseppe Tallini, Pier Vittorio Ceccherini, Umberto Bartocci, e poi ancora Claudio Pedrini, Massimo Lorenzani.
Fu membro di numerose accademie italiane e straniere e redattore di importanti riviste matematiche. Ottenne vari premi ed onorificenze e ricevette la laurea ad honorem da università italiane ed estere.

## Opere
L'UMI ha dedicato alla ristampa di alcuni dei suoi lavori scientifici tre volumi della collana 
Opere dei grandi matematici italiani.
I primi due contengono lavori di geometria algebrica, mentre il terzo è 
interamente dedicato a lavori di geometria su un campo finito: 
B. Segre (1987, 2000): Opere scelte, Voll. I-III, Ed. Cremonese.